# Nippoptilia issikii
Nippoptilia issikii là một loài bướm đêm thuộc họ Pterophoridae. Nó được tìm thấy ở Nhật Bản (Hokkaido) và Hàn Quốc.
Sải cánh dài 14–16 mm và Chiều dài cánh trước khoảng 8–9 mm.
Ấu trùng ăn the fruit của Vitis vinifera.